# Esbiaat
Esbiaat (en àrab اسبيعات, Isbīʿāt; en amazic ⵙⴱⵉⵄⴰⵜ) és una comuna rural de la província de Youssoufia, a la regió de Marràqueix-Safi, al Marroc. Segons el cens de 2014 tenia una població total de 14.986 persones.